# Pumasillo
Le Pumasillo, version hispanisée du quechua Pumasillu, qui vient de puma et sillu, littéralement « griffe de puma », est une montagne de la cordillère de Vilcabamba, une section des Andes péruviennes. Le Pumasillo a une altitude de 5 991 m ou 6 070 m selon les sources.
Pumasillo ou Saksarayuq peut également faire référence à tout le massif, qui comprend le Pumasillo, le Saksarayuq et le Lasunayuq.
Le Pumasillo est situé dans la région de Cuzco, dans la province de La Convención.

## Alpinisme
La première ascension est réalisée en 1957 par Michael Gravina et Simon Clark, membres de la Cambridge Andean expedition britannique, par l'arête Ouest. Ils sont rejoints le jour suivant par Wathen, Meldrum et Darbyshire, et le surlendemain par Carslake et Longland. Cette ascension est décrite par Simon Clarke dans son ouvrage The Puma's Claw (1959).